# Brachypterois curvispina
Brachypterois curvispina là một loài cá biển thuộc chi Brachypterois trong họ Cá mù làn. Loài này được mô tả lần đầu tiên vào năm 2013.

## Từ nguyên
Từ định danh được ghép bởi hai âm tiết trong tiếng Latinh: curvus (“cong”) và spina (“gai, ngạnh”), hàm ý đề cập đến ngạnh sau tuyến lệ uốn cong lên trên ở cá trưởng thành của loài này.

## Phân bố
B. curvispina hiện chỉ được biết đến ở bờ biển phía bắc và đông bắc của bang Queensland (Úc), từ eo biển Torres về phía nam đến rạn san hô Swain và quần đảo Capricorn, được thu thập ở độ sâu 32–130 m.
Ghi nhận của B. curvispina tại bờ biển Visakhapatnam (phía đông Ấn Độ) là nhầm lẫn với Brachypterois serrulifer.

## Mô tả
Chiều dài cơ thể lớn nhất được ghi nhận ở B. curvispina là 12,6 cm.
Ngạnh sau tuyến lệ uốn cong lên trên ở cá thể trưởng thành. Đầu và thân màu đỏ, lưng sẫm màu hơn. Một đốm đen lớn cỡ ổ mắt trên nắp mang. Có 5 dải màu nâu đỏ trên đầu, 5 dải sọc dọc màu nâu ở hai bên thân. Có nhiều chấm đỏ trên phần tia mềm tạo thành hàng. Vây hậu môn có khoảng 6 hàng chấm đỏ tương tự. Vây ngực sẫm nâu, với khoảng 6 hàng chấm màu trắng kem trên các tia. Vây bụng trắng hồng, có khoảng 8 dải nâu sẫm. Màng vây đuôi trong mờ, với khoảng 60 chấm nhỏ màu đỏ sẫm trên các tia. Mắt màu vàng sẫm; mống mắt đen.
Số gai ở vây lưng: 13–14; Số tia vây ở vây lưng: 8–11; Số gai ở vây hậu môn: 3; Số tia vây ở vây hậu môn: 5; Số tia vây ngực: 14–16.